# Sphinx (1829)
Pour les articles homonymes, voir Sphinx.
Le Sphinx était un navire à voile et à vapeur. C'est le premier navire à vapeur de la Marine française construit à l'arsenal de Rochefort par l'ingénieur Jean-Baptiste Hubert et lancé le 3 août 1829. C'est une corvette à roues et à voile.
En 1830, le Sphinx assura un service de paquebot de transport durant la conquête de l'Algérie par la France.
En 1833, il remorqua d'Égypte le Louxor qui transportait l'obélisque de Louxor installé depuis à Paris.
Le 6 juillet 1845, le bateau sous le commandement du lieutenant de vaisseau Auguste Muterse appareille de Dellys (Algérie) à destination d'Alger chargé de courrier et de permissionnaires. Pris dans une brume épaisse, l'officier de quart fait une erreur de 8 degrés sur la route et le Sphinx s'échoue à l'Est du Cap Matifou à 6 noeuds; il ne pourra être recouvré malgré l'intervention de trois navires et le 13 juillet la houle disloque la coque. Il n'y aura pas de victimes.
L'épave du bateau sera découverte par le Gran le 25 juillet 2005.